# Psapharochrus histrio
Psapharochrus histrio är en skalbaggsart som beskrevs av Thomas Casey 1913. Psapharochrus histrio ingår i släktet Psapharochrus och familjen långhorningar.
Artens utbredningsområde är Honduras. Inga underarter finns listade i Catalogue of Life.